# Lolita (nouvelle)
Pour les articles homonymes, voir Lolita (homonymie).
La nouvelle Lolita de Heinz von Lichberg redécouverte en 2004 par Michael Maar, un universitaire allemand, fait partie d’un recueil intitulé Die verfluchte Gioconda (La Joconde maudite) écrit par Heinz von Lichberg et publié à Berlin en 1916.

## Résumé
- Si vous ne connaissez pas le sujet, laissez ce bandeau (vous pouvez alors contacter les auteurs).
- Si vous supprimez le contenu mis en cause (vous pouvez préalablement contacter les auteurs),

argumentez précisément cette suppression dans la page de discussion
(un manque de référence n'est pas un argument ; une recherche réelle de référence doit avoir été effectuée, être formellement documentée).
Lors d’une soirée chez une certaine comtesse Beata, le narrateur, un « professeur d’allure encore jeune » raconte l'aventure qu’il vécut vingt ans auparavant alors qu’il était étudiant dans le sud de l’Allemagne.
Il avait pris l’habitude de passer ses soirées dans une taverne située près de chez lui. Lieu étrange et sombre, tenu par deux vieillards chauves et barbus du nom d’Anton et Aloys Walzer, probablement des jumeaux, et qui ne semblait fréquenté par aucun autre client. Le rituel était toujours le même : après avoir servi un verre de vin d’Espagne à leur unique client, les deux frères s’asseyaient chacun dans leur fauteuil, silencieux, fumant la pipe, semblant attendre quelque chose. Un soir, passant près de la taverne, il entend derrière les volets fermés s'échapper un air de violon. Le lendemain, s’informant de la provenance de cette musique, il n’obtient aucune réponse de la part des frères Walzer. Plusieurs semaines après, passant de nouveau devant la taverne aux volets fermés, il entend un cri de désespoir suivi de voix de jeunes hommes se querellant, puis du fracas d’un poing s’abattant sur une table et enfin du hurlement affolé d’une jeune femme. Effrayé, le narrateur s’enfuit sans demander son reste. Le lendemain, tout semble normal alors qu'il pénètre dans la taverne. Il annonce aux deux propriétaires son départ imminent pour l’Espagne. À la question des frères lui demandant s’il compte se rendre à Alicante, il répond affirmativement mais sans que ceux-ci expliquent la raison de cette mystérieuse interrogation. 
Le lendemain, il part donc, se rend à Paris dans un premier temps, où il reconnaît dans un cabaret du Quartier Latin l’air de violon entendu chez les frères Walzer et qu’il identifie comme étant une gavotte de Lully. Après Lisbonne et Madrid, il arrive enfin à Alicante. Sans qu’il comprenne comment les événements se sont enchaînés, il loue une chambre dans une auberge tenue par un certain Severo Ancosta. Il fait rapidement la connaissance de la fille du propriétaire, la très jeune, très belle et mystérieuse Lolita dont il devient l’amant secret. Mais après quelques semaines, effrayé par l’attachement de Lolita, il songe à rompre et poursuivre son voyage et s’en ouvre à la jeune fille. Le jour même, Severo lui raconte l’histoire de la malédiction qui pèse sur sa famille : il y a plus d’un siècle Lola, l’ancêtre de Lolita, est morte assassinée par deux amants rivaux juste après avoir donné naissance à une fille. Depuis cette tragédie, toutes les femmes de la famille sombrent dans la folie quelques semaines après avoir accouché d’une fille qui se révèle être toujours d’une extrême beauté. Ma femme est morte ainsi et c’est ainsi que mourra ma fille, prophétise-t-il. La nuit suivante, le sommeil du narrateur est agité de cauchemars et vers minuit il croit voir dans la chambre voisine trois personnes, deux jeunes hommes jouant du violon et une jeune femme dont il ne peut décider s’il s’agit de Lola ou de Lolita. Les hommes implorent la jeune femme de choisir entre eux deux. Elle dit : « ce sera le plus beau » mais ils sont tous les deux d’une égale beauté, « le plus fort » et leurs muscles se gonflent alors instantanément, « le plus grand » et ils semblent grandir immensément, « le plus vieux » et leurs cheveux se mettent à tomber, les rides à creuser immédiatement leurs visages, « celui qui aura la plus longue et la plus laide barbe » et les poils leur poussent… Exaspérés, les deux hommes se jettent sur la jeune femme et l’étranglent. Le narrateur reconnaît alors les frères Walzer dans les assassins et perd aussitôt connaissance. Quand il se réveille le lendemain, il rencontre Severo pâle et désespéré : Lolita est morte dans la nuit d’un mal mystérieux...
Quelques années plus tard, de retour dans la vieille ville du sud de l’Allemagne, il apprend que les frères Walzer sont morts le matin qui suivit la mort de Lolita.

## La Lolita de Lichberg et la Lolita de Nabokov
Dans son essai Lolita und der deutsche Leutnant, traduit en français sous le titre D’une Lolita l’autre, Michael Maar affirme que cette nouvelle a influencé Nabokov pour Lolita. Édité à Berlin en 1916, le livre aurait pu tomber entre les mains de Nabokov qui vécut dans la capitale allemande de 1922 à 1937. Rien ne vient confirmer ni infirmer cette hypothèse. Michael Maar n’ose cependant pas parler de plagiat mais avance le terme de cryptomnésie : la mémoire de Nabokov aurait enregistré puis masqué à sa conscience l’existence d’une jeune héroïne du nom de Lolita.
Ce conte à la manière d’Hoffmann, qui fleure le genre fantastique du XIXe siècle, a cependant peu de points communs avec le roman de Nabokov excepté le nom et la jeunesse de l’héroïne. Le diminutif de Lolita est d’ailleurs loin d’être rare dans la littérature de la première moitié du XXe siècle. Maurice Couturier cite un texte d’Isidore Gès, En villégiature. Lolita de 1894, Les Chansons de Lolita de René Riche (1920) ou un troublant passage de Valery Larbaud (Des prénoms féminins, 1927) : « Lolita est une petite fille. Lola est en âge de se marier. Dolorès a trente ans…Un jour, inspiré par l’amour, je murmurerai : Lola. Et le soir de mes noces, j’aurais Lolita dans mes bras ». On note aussi la présence d’une jeune héroïne prénommée Lolita dans un roman de Myriam Harry, Le Premier baiser, daté de 1927.